# Wu Yize
Wu Yize (Lanzhou, 14 de octubre de 2003) es un jugador de snooker chino.

## Biografía
Nació en la ciudad china de Lanzhou en 2003. Es jugador profesional de snooker desde 2021. No se ha proclamado campeón de ningún torneo de ranking, y su mayores logros hasta la fecha han sido alcanzar la final del English Open en Brentwood, en la que cayó derrotado (7-9) ante Neil Robertson y la final del Scottish Open 2024 derrotado por Lei Peifan (5-9). No ha logrado hilar ninguna tacada máxima, y la más alta de su carrera está en 144.
Cuando tenía seis años se interesó por el snooker, era un chico tímido así que su padre (el cual ama los juegos de taco) le llevó a una sala de billar. De este modo, se interesó más por el snooker y le acabó gustando. Aprendió a jugarlo solo. Su madre le compró una mesa de snooker cuando él era un estudiante de primaria y la pusieron en casa. De vez en cuando, él jugaba una hora después de clase. Su amor por este deporte creció, así que abandonó la escuela cuando estaba en el primer año de secundaria. Empezó a practicar regularmente y se preparó para convertirse en un profesional.

## Carrera
Wu Yize ganó el Campeonato Mundial Sub-21 de la IBSF en 2018 cuando tenía solo catorce años, derrotando a Pongsakorn Chongjairak de Tailandia por 6-4 en la final.
Recibió una invitación para el Campeonato Internacional de Daging de 2019, donde perdió 5-6 contra John Higgins. Tras superar la fase de grupos, llegó a los dieciseisavos de final del Campeonato Mundial de Seis Rojos de 2019 en Bangkok. Se enfrentó de nuevo a Higgins, esta vez perdiendo 4-6. En el Abierto Mundial de Yushan de 2019, se enfrentó a Luca Brecel, perdiendo 2-5, pero consiguiendo quiebres de 85 y 130.
Como resultado de sus actuaciones en el CBSA China Tour de 2021, Wu recibió una tarjeta de gira para las temporadas de snooker 2021-22 y 2022-23. En mayo de 2022, al final de su temporada de debut, recibió el premio al 'Novato del año' (Rookie of the Year) del World Snooker Tour después de tres apariciones en eventos de clasificación de últimos 32.
En el European Masters 2022, en agosto de 2022, derrotó a Luca Brecel, Rory McLeod y Ryan Day en una carrera hasta los cuartos de final que terminó con Ali Carter. Siguió una temporada relativamente tranquila, pero durante la clasificación para el Campeonato Mundial de Snooker de 2023, Wu derrotó a Allan Taylor y a su compatriota Tian Pengfei, antes de enfrentarse al campeón del Snooker Shoot-Out de 2023, Chris Wakelin. Remontó un 1-5 y un 4-7 en contra para vencer a Wakelin por 10-8 en la ronda de clasificación final y llegar a las etapas televisadas, celebradas en el Crucible Theatre de Sheffield, por primera vez. En octubre de 2023, llegó a la semifinal del Abierto de Wuhan de 2023. 
El 18 de junio de 2024, encabezó su grupo de todos contra todos en la Championship League en Leicester. Llegó a los últimos 32 en el Saudi Arabia Snooker Masters de 2024, donde perdió ante Judd Trump en un frame decisivo a pesar de tener una ventaja de 4-0. En el Abierto de Inglaterra de 2024 en Brentwood en septiembre de 2024 llegó a su primera final de ranking con victorias sobre Judd Trump, Stuart Bingham y Ali Carter.  En la final, se enfrentó a Neil Robertson y se recuperó de un déficit de 7-1 para volver a 8-7 antes de perder finalmente 9-7.  El mes siguiente llegó a los octavos de final del Abierto de Wuhan. 
En diciembre de 2024, llegó a las semifinales del Snooker Shoot Out de 2024. La semana siguiente, llegó a la final del Scottish Open de 2024. Se clasificó para el Campeonato Mundial de Snooker de 2025 con una victoria de 10-9 sobre Matthew Stevens. En la primera ronda en The Crucible, fue derrotado por 10-8 por Mark Williams.
Encabezó su grupo de todos contra todos en la Liga de Campeonato de 2025 en julio de 2025, quedando invicto ante Craig Steadman, Wang Yuchen y Kreishh Gurbaxani.